# Vịnh Hudson

Vị trí của Vịnh Hudson

Vịnh Hudson (tiếng Anh: Hudson Bay; tiếng Pháp: Baie d'Hudson) là một vịnh lớn ở các vùng Keewatin và Baffin của lãnh thổ Nunavut của Canada. Vịnh này có thể được xem là một nhánh của Đại Tây Dương mà nó nối thông qua bằng eo biển Hudson, hay một nhánh của Bắc Băng Dương mà vịnh này nối thông qua bằng Foxe Basin. Vịnh Hudson, cùng với phần nối dài của nó, vịnh James, có chiều dài khoảng 1450 km và chiều rộng 965 km, diện tích khoảng 1.230.000 km². Vịnh này giáp Québec về phía đông và giáp Ontario về phía nam, giáp Manitoba và Keewatin về phía tây. Cuối phía nam của vịnh có các đảo lớn, đáng chú ý là đảo Southampton (41.214 km²), đảo Coats (5499 km²) và đảo Mansel (3181 km²). Một đảo lớn khác, đảo Akimiski, nằm trong vịnh James. Ngoài ra còn có nhiều đảo nhỏ hơn nằm ngoài khơi của bờ đông. Vịnh này khá nông, chiều sâu trung bình của vịnh khoảng 101 m và chiều sâu tối đa là khoảng 867.